# Ae 8/14
L'Ae 8/14 est une locomotive électrique suisse, fabriquée en seulement trois exemplaires. L'Ae 8/14  a la particularité d'être une locomotive double, ce qui lui permettait d'avoir une puissance importante (6 000 à 8 400 kW) et de tracter des trains de marchandises très lourds (770 t à 70 km/h sur rampe de 27 pour mille), Elles perdirent rapidement de l'importance, à la suite de la mise en service des Ae 6/6 (no 19801-10812) entre 1941 et 1944. Elles n'eurent en effet jamais de descendance. Aujourd'hui, seules deux machines sont préservées : la 11801 est préservée par CFF Historic  en état de marche, et la 11852, qui est hors service, est exposée au Musée des Transports de Lucerne.  

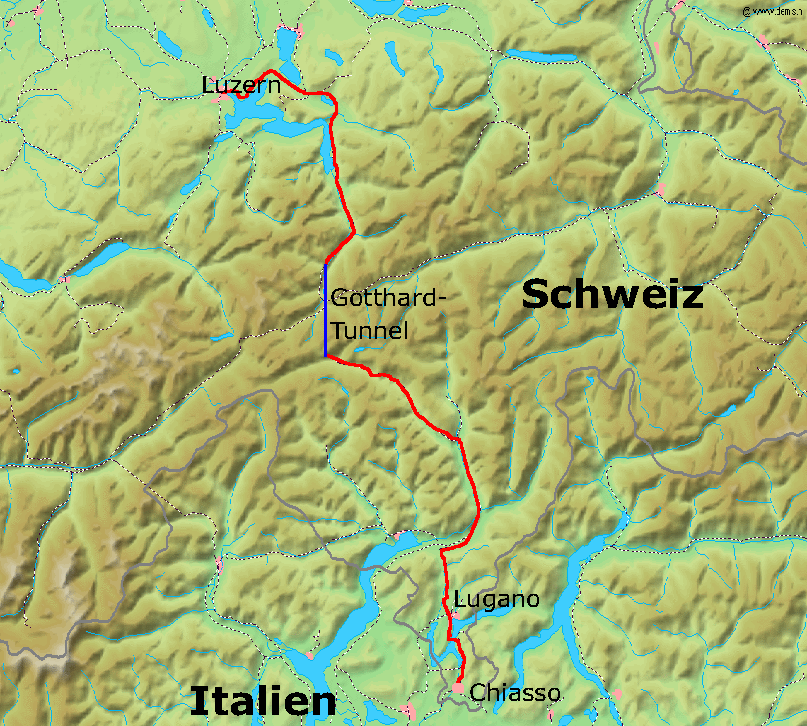
Carte de la ligne ferroviaire du Saint-Gothard, où ont circulé les Ae 8/14

## Les différentes locomotives

### La 11801
Construite par les ateliers SLM et BBC, la 11801 fut mise en service en 1931, Elle a une transmission Büchli, avec un moteur très proche de celui de l'Ae 4/7; les deux systèmes de transmission sont installés chacun dans une moitié de la locomotive, dans le sens de la cabine sur le côté droit. La 11801 avait initialement une puissance de 5 514 kW produite par 8 moteurs, mais celle-ci a été réduite depuis la fin de son service régulier en 1975 à 5 408 kW.
La 11801 est la première double locomotive fabriquée pour les grands trains de marchandises. Comme la deuxième, elle est longue de 34 m et peut circuler jusqu'à 100 km/h.
Le diamètre de ses roues porteuses est de 950 mm et celui des roues motrices de 1 610 mm. Son poids de service est de 240 t et celui de friction de 160.
Lors de sa construction, celle-ci possédait 4 pantographes, avec une seule lame de contact. À la suite de sa cure de jeunesse qui eut lieu de 1970 à 1972, elle fut équipée de deux nouveaux pantographes. À son passage en motrice historique, le pantographe de réserve a été installé sur le toit, mais il n’est pas fonctionnel, Elle demeure actuellement toujours munie de 3 pantographes.
À sa construction, elle fut peinte en vert foncé. Puis, elle a arboré le vert clair de 1955 à 1961 avant de reprendre finalement sa couleur d'origine.

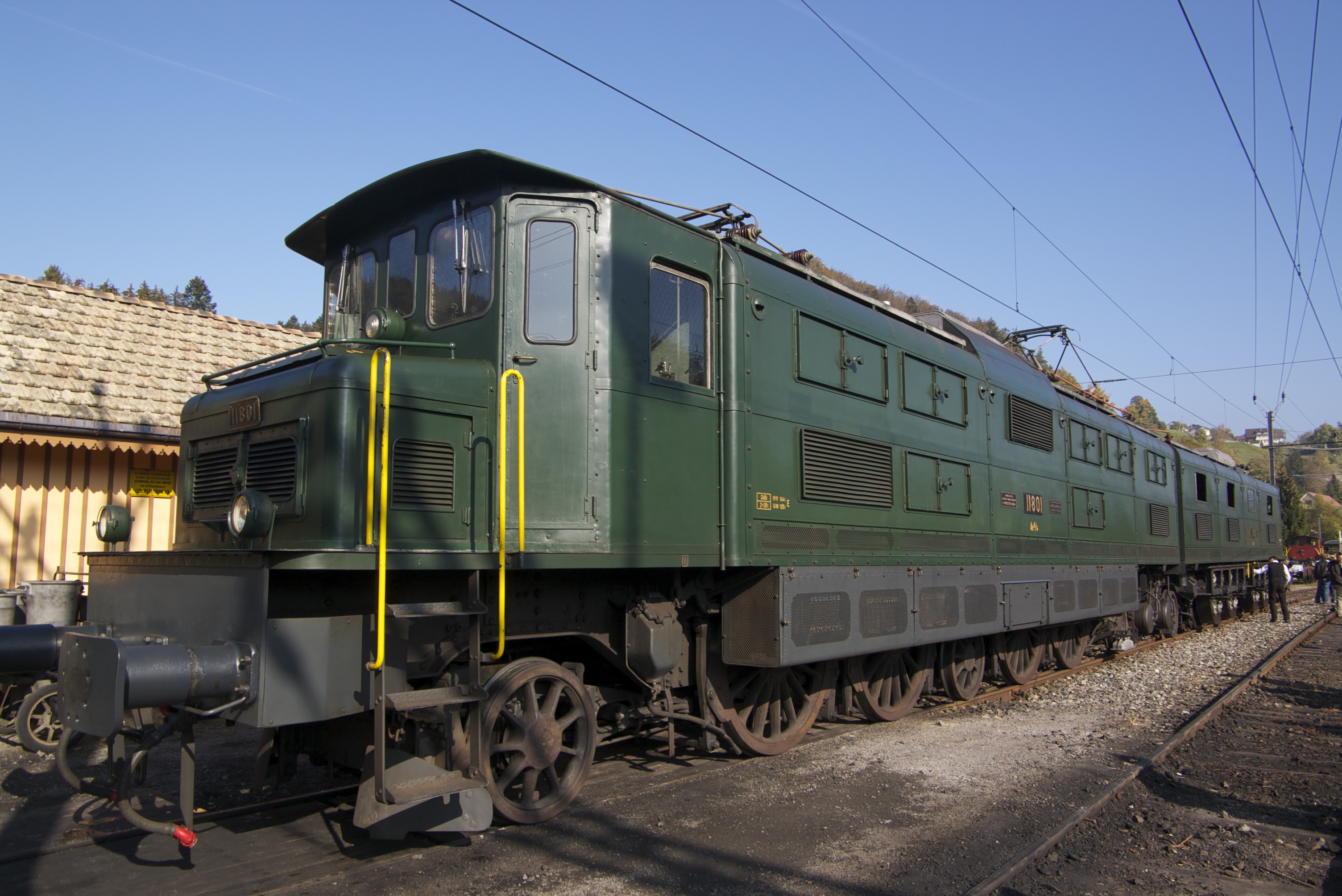
La 11801 en gare de Bauma

### Historique
- De 1931 à 1943, elle fut utilisée sur la ligne du Gotthard et attachée au dépôt d'Erstfeld.
- De 1943 à 1944, elle fut utilisée à Bellinzone, mais elle demeure affectée au dépôt d'Erstfeld.
- De 1944 à 1948, elle fut affectée au dépôt de Bellinzone.
- De 1948 à 1977, elle fut à nouveau affectée au dépôt d'Erstfeld. Elle fut arrêtée entre 1970 et 1971.
- De 1978 à 1981, elle fut stockée respectivement aux dépôts d'Erstfeld et d'Arth-Goldau.
- En 1984, elle fut attitrée comme véhicule historique des CFF.

#### Révisions et contrôles techniques
Tout au long de sa carrière, elle subit plusieurs révisions (R) et contrôles techniques (TK).
- R les 8 avril 1935, 24 juin 1938, 17 mars 1941, 29 septembre 1944, 30 mai 1949, 21 mai 1952 et 7 mai 1955 (changement de couleur) à Berne. Puis :
- 27 janvier - R2 à Zürich.
- 19 août 1959 - R1 à Zürich
- 18 novembre 1960 - R2 à Zürich
- 27 septembre 1962 - R1 (changement de couleur) à Zürich
- 14 avril 1964 - R3 à Zürich
- 22 avril 1966 - R1 à Berne
- 22 mars 1968 - R1 à Berne
- 29 septembre 1971 - R3 à Berne
- 1er juin 1981 - R1 à Erstfeld et à Zürich
- 4 novembre 1986 - TK à Zürich
- 8 mai 1991 - R1 à Zürich
- 3 février 1997 - TK à Zürich

### La 11851
Construite par les ateliers SLM et MFO, la 11851 fut mise en service en 1932. Elle est très proche de la 11801 à peu de chose près, comme le diamètre des roues motrices, étant de 1 350 mm au lieu de 1 610 mm sur la 11801; elle est cependant plus puissante, atteignant 6 470 kW, elle est aussi un peu plus avancée techniquement. Le poids de service est de 246 t (244 depuis 1961), et celui de friction de 157 (159 depuis 1961). Comme la première, elle peut circuler à 100 km/h.
À sa mise en service, celle-ci avait les tampons ronds. Elle fut peinte tout d'abord en vert foncé et de 1953 à 1961 en vert clair. Elle reprit ensuite sa couleur d'origine.
Bien que construite comme la 11801, elle reçut en 1961, à la suite d'un incendie de ses câbles électriques, des cabines de conduite identiques à celles des Ae 6/6, permettant une conduite assise. À noter que lors de sa nouvelle mise en service, il manquait les armoiries suisses sur les faces avant de la motrice. Elle fut mise au rebut le 30 juin 1976. Toutes les pièces utilisables furent démontées dans les ateliers CFF de Bellinzone en 1977 et le reste à Biasca.

### La 11852

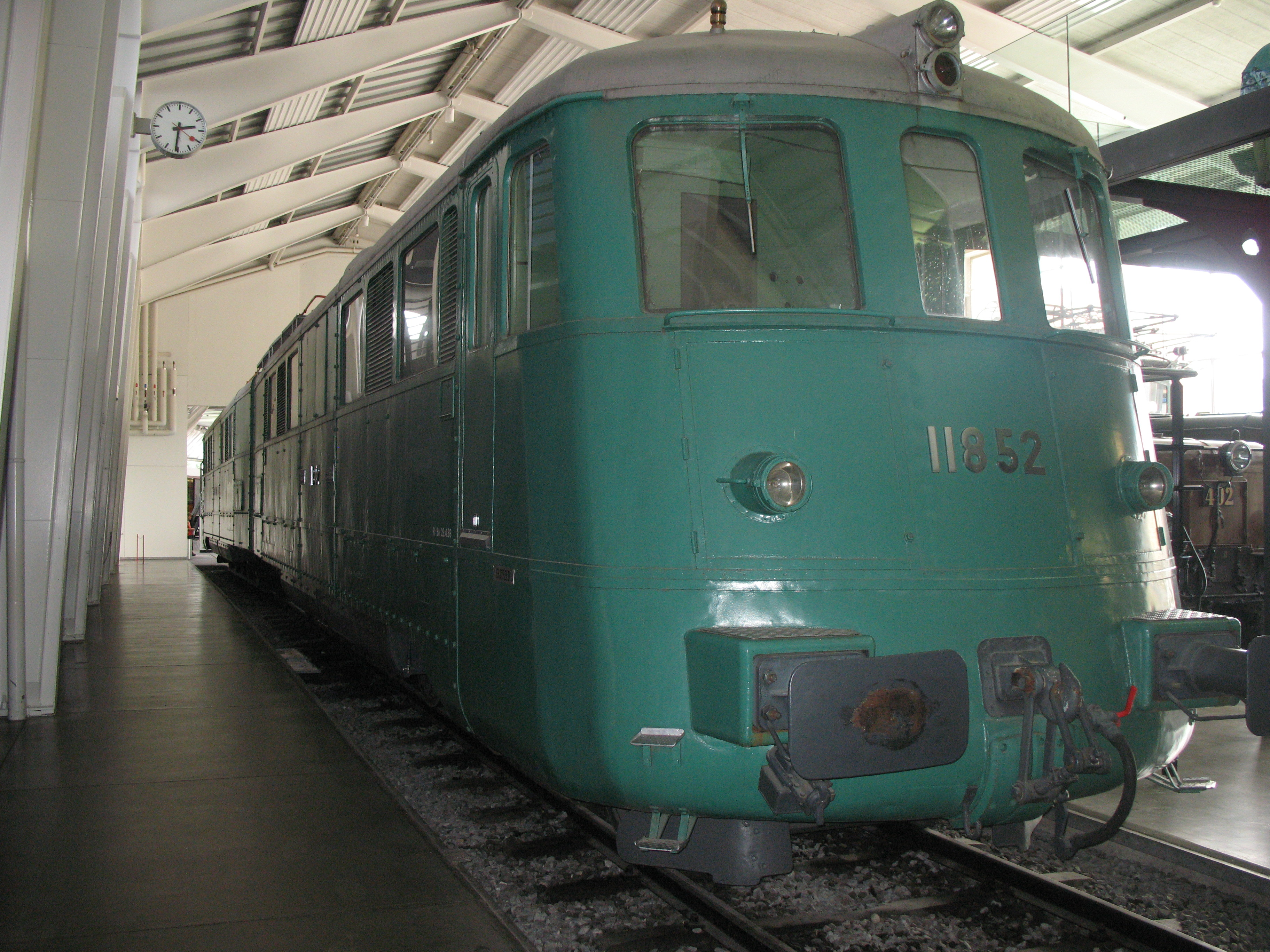
L'Ae 8/14 11852,actuellement au Musée des Transports de Lucerne

Elle fut construite en 1938 par les ateliers par SLM et BBC, la 11852 fut mise en service que le 1er juillet 1940. Son coût approximatif était de 1,32 million de francs suisses. Elle est très proche de ses prédécesseurs, mais avec une puissance plus élevée atteignant 8 800 kW, et aussi un design plus moderne pour l'époque, avec des lignes plus simples et aérodynamiques, en abandonnant le capot d'extrémités, si caractéristique des premières locomotives électriques. Elle était également un peu plus rapide et pouvait circuler à 110 km/h au lieu de 100 pour les deux premières. Elle reçut le surnom de « Landi-Lok » à la suite de l'exposition nationale de Zürich de 1939.
Elle fut le modèle d'Ae 8/14 le plus performant. Elle pouvait tracter en rampe de 27 pour mille 770 t à 70 km/h, 2 000 t à 60 km/h en palier ou encore un train de voyageurs de 1 000 t à 110 km/h, également en palier.
La 11852 était pour les entreprises suisses un signe de performance et de modernité. Elle fut exposée à l'exposition nationale de 1939; il faut préciser que, à la suite de nombreuses modifications de sa construction, elle n'était pas encore en état de marche et elle fut donc remorquée pour y être exposée.
Elle est actuellement la locomotive la plus puissante construite par les CFF et de sa mise en service à sa mise à l'arrêt en 1972. Elle demeura même longtemps la locomotive la plus puissante du monde.
Entre 1964 et 1971, elle porta la couleur vert foncé des CFF.
Le 24 mars 1955, elle dérailla et se mit en travers des voies en gare de Göschenen. 
Le 26 juillet 1971 un grave incendie survint dans le tunnel du St-Gotthard et elle fut immédiatement séparée en gare de Göschenen. Comme aucune réparation n'entrait en ligne de compte, cet incendie mit fin à sa carrière. Elle fut mise définitivement au rebut le 31 mai 1972 et servit encore pour des pièces de rechange pour les Ae 4/6. Après avoir été repeinte en vert clair, elle est, depuis 1973, conservée au musée suisse des transports à Lucerne. Pendant de nombreuses années et à cause de sa longueur, elle fut exposée à l'extérieur. Actuellement, elle se situe dans le hall dédié aux transports ferroviaires et on peut visiter tout son intérieur.
La locomotive est retournée à son dépôt d’attache à Ersfeld au mois de juin 2024. Elle fut remorquée par deux Re 4/4 II et une Ae 6/6.